# Nils Öst
Nils Fridolf Öst, född 18 juni 1908 i Folkärna socken, Dalarna, död 31 december 1982 i Grangärde församling, Ludvika, var en svensk målare och tecknare. 
Han var son till konstsmeden Karl Herman Öst och Augusta Andersson och från 1945 gift med Kirsten Ødegaard. Öst utbildade sig först till konstsmed 1922–1926 och studerade därefter konst vid E. Berggrens och Otte Skölds målarskolor i Stockholm därefter gjorde han en studieresa till Frankrike där han studerade vid Académie Colarossi och för Othon Friesz. Resan fortsatte till Spanien och Nordafrika där han bedrev självstudier. Separat ställde han ut på Modern konst i hemmiljö i Stockholm 1941, De Ungas salong i Stockholm 1947, Menton 1948, Laholm 1961 och Norberg 1962. Tillsammans med Janne Dahl och Bertil Gatu i Ludvika 1960 och tillsammans med Matsola Burman på Ostermans i Stockholm 1966. Förutom samlingsutställningar på De Ungas salong i Stockholm medverkade han i samlingsutställningar i Fagersta och Ludvika. Bland hans offentliga arbeten märks frescomålningar på Fagersta bruk och på kommunalhuset i Grangärde samt gravkapellet i Grängesberg. Hans konst består av porträtt och landskapsskildringar med motiv från hembygdens Dalarna och Norge utförda i olja. Öst är representerad vid Västerås konstförenings galleri och Åbo konstmuseum.